# Arduino IDE

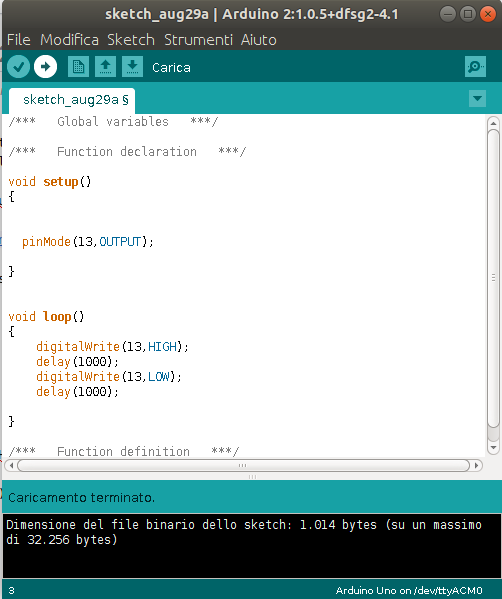
Ambiente Gráfico da Aplicação

Arduino Integrated Development Environment é uma aplicação de plataforma cruzada, escrito em funções de C e C ++. É usado para escrever e fazer upload de programas em placas compatíveis com Arduino, mas também, com a ajuda de núcleos de terceiros, outras placas de desenvolvimento de fornecedores.